# Третя криза в Тайванській протоці
Третя криза в Тайванській протоці — події 1995—1996 рр., що виразилися в ескалації військової активності в Тайванській протоці, учасниками яких стали Китайська Народна Республіка з одного боку і Тайвань (Китайська республіка) та Сполучені Штати Америки з іншого, і пов'язані з президентськими виборами на Тайвані в березні 1996 р.
Пекінський уряд розглядає Тайвань як невід'ємну частину Китаю, в той час як на Тайвані сильні сепаратистські настрої. Останні після скасування воєнного стану та демократизації внутрішньополітичного життя в кінці 1980-х рр. знайшли відображення в популярному громадському дискурсі, який на політичний рівень вивела Демократична прогресивна партія. До середини 1990-х рр. питання незалежності Тайваню стало одним з найбільш дискусійних у громадському і політичному житті острівної держави та одним із програмних моментів кандидатів на призначених на 23 березня 1996 р. перших в історії Китайської республіки прямих президентських виборів, на яких висувалися як представники Гоміндану, так і ДПП.
У 1995—1996 рр. збройні сили КНР здійснили кілька серій навчальних бойових пусків ракет і військово-морських маневрів у безпосередній близькості від територій, контрольованих Тайванем. Основною метою цих військових демонстрацій було здійснити тиск на чинного президента Лі Денхуея, що підтримував політичну дискусію про незалежність Тайваню (він висунувся на наступний термін) і тайваньських виборців напередодні президентських виборів.
У березні 1996 р. президент США Б. Клінтон ухвалив рішення про направлення в зону Тайванської протоки двох авіаносних груп з метою продемонструвати підтримку Тайваню. АУГ № 7 на чолі з авіаносцем «Німіц» і десантним кораблем «Белл Вуд» пройшла Тайванською протокою, АУГ № 5 на чолі з авіаносцем «Індепенденс» залишалася в міжнародних водах на схід від Тайваню.
Ця військова акція продемонструвала готовність США виконати союзницькі зобов'язання перед Тайванем у відповідності із «Законом про відносини з Тайванем» 1979 р. і захистити його від агресивних дій з боку КНР. Пекінський уряд був змушений зробити кроки по деескалації конфлікту.